# 페헤이라 굴라르
페헤이라 굴라르(Ferreira Gullar, 1930년 9월 10일~2016년 12월 4일)는 브라질의 작가이다. 2016년 12월 4일에 폐렴으로 사망했다.